# Darren Gilford
Pour les articles homonymes, voir Gilford.
Darren Gilford est un chef décorateur américain.
Il est notamment connu pour son travail sur les films Idiocracy (2007), Tron : L'Héritage (2010) qui lui a valu un Saturn Award des meilleurs décors et Oblivion (2013).
Il travaille sur Star Wars, épisode VII : Le Réveil de la Force (2015) avec Rick Carter.

## Filmographie
- 2006 : Idiocracy de Mike Judge
- 2010 : Tron : L'Héritage de Joseph Kosinski
- 2013 : Oblivion de Joseph Kosinski
- 2015 : Star Wars, épisode VII : Le Réveil de la Force de J. J. Abrams
- 2021 : The King's Man : Première mission (The King's Man) de Matthew Vaughn
- 2021 : Spider-Man: No Way Home de Jon Watts
- 2023 : Le Manoir hanté (Haunted Mansion) de Justin Simien
- 2025 : Tron: Ares de Joachim Rønning